# Copa Pepe Reyes 2022
La Copa Pepe Reyes 2022 fue la XXI edición del torneo. Se disputó a un único partido el 3 de septiembre de 2022 en el Estadio Victoria.
El campeón de la Liga y de la Copa fue el mismo equipo; por lo tanto, en esta edición de la Supercopa se enfrentó el campeón de ambas competiciones en la temporada 2021/22 (Lincoln Red Imps) y el subcampeón de la Gibraltar National League de la misma temporada (Europa).
Lincoln Red Imps se coronó campeón, consiguiendo su duodécimo título.

## Participantes
| Club             | Método de clasificación                                            |
| ---------------- | ------------------------------------------------------------------ |
| Europa           | Subcampeón de la Gibraltar National League 2021-22                 |
| Lincoln Red Imps | Campeón de la Gibraltar National League 2021-22 y Rock Cup 2021-22 |

## Final
| 3 de septiembre de 2022, 19:00 | Lincoln Red Imps | 1:0 (0:0) | Europa | Estadio Victoria, Gibraltar |                         |
|                                | Liam Walker 65'  | Reporte   |        | Árbitro(s): Denis Pérez     | Árbitro(s): Denis Pérez |

### Campeón
| Campeón Copa Pepe Reyes 2022 |
| ---------------------------- |
| Lincoln Red Imps 12.° título |